# Lonchaea silvula
Lonchaea silvula är en tvåvingeart som beskrevs av Mcalpine 1964. Lonchaea silvula ingår i släktet Lonchaea och familjen stjärtflugor. Inga underarter finns listade i Catalogue of Life.